# International Alliance of Women

International Alliance of Women

International Alliance of Women (IAW) (franska Alliance Internationale des Femmes, AIF), tidigare International Woman Suffrage Alliance (IWSA), är en internationell organisation som verkar för kvinnors och flickors mänskliga rättigheter. 

## Historik
Den grundades i Berlin 3 juni 1904 under en internationell kongress av Carrie Chapman Catt och andra ledande feminister. Vid grundandet var huvudfrågan kvinnlig rösträtt, och organisationens namn blev International Woman Suffrage Alliance. Namnet ändrades på 1920-talet till International Alliance of Women for Suffrage and Equal Citizenship, och år 1946 till det nuvarande namnet International Alliance of Women.

## Verksamhet
Den representerar mer än 50 medlemsorganisationer runt om i världen och har rådgivande status i FN:s ekonomiska och sociala råd (sedan 1947) och Europarådet. IAW har representationer i New York, Wien, Genève, Paris, Rom, Nairobi och Strasbourg och är medlem av Europeiska kvinnolobbyn i Bryssel. Organisationen arbetar främst för ratificering och genomförande av FN:s kvinnokonvention (CEDAW), med fokus på mänskliga rättigheter, demokrati, fred, våld och hälsa. Dess bas har sedan grundandet huvudsakligen legat i London. 

## Medlemskap
Varje land som är medlem av International Alliance of Women har en kvinnoförening som är ansluten till organisationen. För Sveriges del är det Fredrika Bremer-förbundet som är organisationens systerförening. 

## Presidenter
1. Carrie Chapman Catt (USA) 1904–1923
2. Dame Margery Corbett Ashby (Storbritannien) 1923–1946
3. Hanna Rydh (Sverige) 1946–1952[1]
4. Ester Graff (Danmark) 1952–1958
5. Ezlynn Deraniyagala (Sri Lanka) 1958–1964
6. Begum Anwar Ahmed (Pakistan) 1964–1970
7. Edith Anrep (Sverige) 1970–1973
8. Irène de Lipkowski (Frankrike) 1973–1979
9. Olive Bloomer (Storbritannien) 1979–1989
10. Alice Yotopoulos-Marangopoulos (Grekland) 1989–1996
11. Patricia Giles (Australien) 1996–2004
12. Rosy Weiss (Österrike) 2004–2010
13. Lyda Verstegen (Nederländerna) 2010–2013
14. Joanna Manganara (Grekland) 2013-2020
15. Cheryl Hayles (Kanada) 2020-2021
16. Marion Böker (Tyskland) 2021-2022
17. Alison Brown (USA) 2022-

## Konferenser
- 1:a, Washington, D.C., 1902, organiserad av International Council of Women
- 2:a, Berlin, 1904, organiserad av International Council of Women
- 3:e, Köpenhamn, 1906
- 4:e, Amsterdam, 1908
- 5:e, London, 1909
- 6:e, Stockholm, 1911
- 7:e, Budapest, 1913
- 8:e, Geneve, 1920
- 9:e, Rom, 1923
- 10:e, Paris, 1926
- 11:e, Berlin, 1929
- 12:e, Istanbul, 1935
- 13:e, Köpenhamn, 1939
- 14:e, Interlaken, 1946
- 15:e, Amsterdam, 1949
- 16:e, Neapel, 1952
- 17:e, Colombo, Ceylon, 1955
- 18:e, Aten, 1958
- 19:e, Dublin, 1961
- 20:e
- 21:e, England, 1967
- 22:e, Konigstein, 1970
- 23:e, New Delhi, 1973